# Підгірне (Бурятія)
Підгірне (рос. Подгорное) — село Бичурського району, Бурятії Росії. Входить до складу Сільського поселення Топкинське.
Населення — 28 осіб (2015 рік).